# Blankenfelde (Berlin)
Blankenfelde, Berlin-Blankenfelde – dzielnica (Ortsteil) Berlina w okręgu administracyjnym Pankow. Od 1 października 1920 w granicach miasta.